# Milena Moser
Œuvres principales
L'ile des femmes de ménage
Milena Moser, née le 13 juillet 1963 à Zurich, est une écrivaine suisse allemande.
Son père est le dramaturge et écrivain allemand Paul Pörtner et sa mère la psychothérapeute suisse Marlis Pörtner. Son frère, Stephan Pörtner (de), est également écrivain.

## Biographie
Dès l'âge de 8 ans, Milena Moser sait qu'elle veut écrire. Après une formation de libraire, elle part vivre 2 ans à Paris. Elle revient vivre à Zurich où elle crée la maison d'édition Krösus Verlag pour pouvoir publier ses livres. C'est là que paraît Die Putzfraueninsel, son premier ouvrage traduit en français sous le titre L'île des femmes de ménage et qui sera adapté au cinéma par Peter Timm en 1996.
Elle a été l'écrivaine suisse la plus vendue à l'étranger avec 250 000 exemplaires pour l'édition allemande de l'île des femmes de ménage. Ses livres sont traduits en 10 langues : français, italien, espagnol, portugais, anglais, estonien, néerlandais, slovène, tchèque et polonais. Elle vit de 1998 à 2006 à San Francisco avant de revenir habiter dans le canton d'Argovie  en 1998. À l'été 2015, elle décide de partir vivre à Santa Fe et de se consacrer uniquement à l’écriture. Elle écrit trois chansons (Bad Hair Day, Der Briefträger ist tot et Capuccino) pour Michael von der Heide dans son album Tourist. Elle tient des chroniques entre 2006 à 2015  dans l’hebdomadaire suisse allemand Swiss Family.
Elle joue en 2011 dans la pièce de théâtre Die Unvollendeten avec son amie musicienne Sibylle Aeberli et dans « Die Unvollendeten verändern sich » en 2013 et 2014.

## Publications
Traduit en français :
- L'île des femmes de ménage, 1994, Calmann-Lévy  (ISBN 978-2702123393)
- À quoi rêvent les blondes, 1995, Calmann-Lévy  (ISBN 978-2702124611)
- Mon père et autres imposteurs, 1996, Calmann-Lévy  (ISBN 978-2702126035)
- Mensonges & Cie et autres nouvelles, 1997, Éditions Zoé  (ISBN 978-2881823145)
- Cœur d'artichaut, 2002, Calmann-Lévy  (ISBN 978-2253142621)
- C'est pas le pied !, 2004, Calmann-Lévy  (ISBN 978-2702134818)
- Yoga, meurtres, etc, 2006, Calmann-Lévy  (ISBN 978-2702136713)

Non traduit en français :
- Gebrochene Herzen oder Mein erster bis elfter Mord, 1990 Krösus, Zurich
- Das Schlampenbuch, 1992 Krösus, Zurich
- Das Faxenbuch, 1996 avec Angela Praesent. Rowohlt Taschenbuch, Reinbek
- Bananenfüße, 2001, Blessing, Munich
- Schlampen-Yoga oder Wo geht’s hier zur Erleuchtung?, 2005, Blessing, Munich  (ISBN 3-89667-278-9)
- Stutenbiss, 2007 Blessing, Munich,  (ISBN 978-3-89667-217-9)
- Flowers in your hair. Wie man in San Francisco glücklich wird, 2008, Blessing, Munich  (ISBN 978-3-89667-343-5)
- Möchtegern, Nagel & Kimche, 2010, Munich  (ISBN 978-3-312-00452-2)
- Das wahre Leben, Nagel & Kimche, 2013, Munich  (ISBN 978-3-312-00576-5)
- Das Glück sieht immer anders aus, 2015, Nagel & Kimche, Munich  (ISBN 978-3-312-00653-3)
- Gebrauchsanweisung für Zürich, 2015, Piper, Munich,  (ISBN 978-3-492-27659-7)
- Hinter diesen blauen Bergen, 2017, Verlag Nagel & Kimche,  (ISBN 978-3312010172)
- Land der Söhne, 2018, Verlag Nagel & Kimche,  (ISBN 978-3312010936)